# Kyrgyz Respublikasynyn Koomduk Teleradioberüü Korporatsiyasy
Kyrgyz Respublikasynyn Koomduk Teleradioberüü Korporatsiyasy (trasl. di Кыргыз Республикасынын Коомдук телерадиоберүү корпорациясы), nota anche con l'acronimo KTRK, è l'ente radiotelevisivo pubblico del Kirghizistan. Trasmette dalla capitale Biškek in kirghiso e in russo.

## Storia

### Epoca sovietica
Nel 1926, a nove anni dalla Rivoluzione russa e a quattro dalla nascita dell'Unione Sovietica, la Regione Autonoma Kirghisa, parte della Repubblica Socialista Federativa Sovietica Russa, fu trasformata nella Repubblica Socialista Sovietica Autonoma Kirghisa. Per diffondere la notizia e festeggiare questo evento in tutto il Paese, fu intrapresa l'iniziativa di un servizio radiofonico universale, che nel 1927 si concretizzò durante il kuriltai del Comitato Esecutivo Centrale della RSSA Kirghisa, nella trasmissione via radio del resoconto del presidente del comitato Abdykadyr Orozbekov.
Nel 1930, nell'allora città di Frunze, l'attuale capitale Biškek, iniziò la costruzione di un nodo radio standard, che fu pronto per entrare in funzione il 20 gennaio 1931 con un raggio di copertura iniziale di 25 km e un bacino d'utenza di 300 punti di ascolto radio, inaugurando le trasmissioni radiofoniche regolari in Kirghizistan.
Negli anni dell'Unione Sovietica la radio certamente giocò un ruolo importante nella vita della popolazione. Come tutti gli altri media, la radio veniva usato anche come strumento di propaganda e di promozione ideologica socialista, ma si trattava anche di un mezzo che veicolava informazioni utili alla vita quotidiana e che portava agli ascoltatori la ricchezza della varietà culturale del Paese; la conservazione di questo patrimonio divenne un importante obiettivo della radio kirghisa dopo la dissoluzione dell'URSS.
Il 19 dicembre 1931, presso il Consiglio dei commissari del popolo della RSSA Kirghisa, fu formato il Comitato per l'emittenza radio con la funzione di supervisionare le attività radiofoniche.
L'importanza della radio crebbe durante la grande guerra patriottica diventando presto la fonte primaria d'informazione. Il 28 marzo 1945 il Comitato per l'emittenza radio fu posto sotto il controllo del Consiglio dei Ministri della Repubblica Socialista Sovietica Kirghisa, da poco assurta a repubblica costitutiva dell'unione.
L'8 dicembre 1958 il Comitato per l'emittenza radiofonica divenne Comitato per l'emittenza televisiva e radiofonica allorché presero avvio anche le prime trasmissioni TV dallo studio televisivo di Frunze; iniziò, così, il suo lavoro il Programme Kirghize.
Dal 1964 in poi la radiotelevisione kirghisa crebbe notevolmente, soprattutto sul piano dell'informazione. È di quegli anni anche la costruzione dell'edificio amministrativo e degli studi radiofonici e televisivi odierni.

### Kirghizistan indipendente
Nel 1991 fu creata l'Agenzia statale della televisione e della radio della Repubblica Kirghisa (KTR), che, però, nel 1993 tornò ad essere organizzata come Comitato. Nel 1995 la televisione kirghisa fu fornita dello studio usato poi dal programma mattutino Zamana.
Nel 1996 il Comitato della televisione e della radio di Stato fu rinominato Società statale di radiotelevisione della Repubblica Kirghisa; poco dopo, nei locali dell'azienda furono attivati la testata giornalistica Ala-Too e i centri di produzione "Nur"  e "Ata-Jurt".
Nel 2003 la denominazione cambiò ancora in Società di radiotelevisione nazionale della Repubblica Kirghisa (NTRK).
Nel 2010, dopo la Rivoluzione dei tulipani, con provvedimento del Presidente della Repubblica, l'azienda fu trasformata in un ente pubblico più indipendente, che prese il nome di Società di radiotelevisione pubblica della Repubblica Kirghisa (OTRK).
Il 1º ottobre 2012 fu lanciato Muzika, un canale tematico dedicato alla musica.
Il 1º ottobre 2013 debuttò Balastan, canale televisivo dedicato ai bambini.
Nel 2014 fu aggiornato il blocco delle notizie e fu aperto un nuovo studio TV a Oš.
Il 12 settembre 2016 nacque la rete all news Ala-Too 24.
Al 2017 l'azienda gestiva i 6 canali televisivi Uluttuk First Channel, Muzika, Madaniyat, Balastan, KTRK Sport e Ala-Too 24 e le 5 stazioni radiofoniche Birinci Radio, Kyrgyz Radiosu, Min Kyal FM, Dostuk e Baldar FM. Facevano parte dell'azienda anche il Centro radiotelevisivo repubblicano e lo studio "Kyrgyztelefilm".
A maggio 2022 OTRK fu nuovamente riformata divenendo Kyrgyz Respublikasynyn Koomduk Teleradioberüü Korporatsiyasy
("Società di radiotelevisione nazionale"), in breve NTRK.

## Servizi
NTRK gestisce 6 canali televisivi, 5 stazioni radiofoniche e vari studi. Ha un personale di oltre 1000 dipendenti. 

### Televisione
- Uluttuk First Channel, prima rete televisiva, di tipo generalista.
- Ala-Too 24, canale televisivo di informazione, cultura e programmi didattici 24 ore su 24.
- Madaniyat, canale televisivo di musica, arte, letteratura, cultura e programmi didattici.
- Balastan, canale televisivo di programmi didattici orientati a bambini in età scolastica e prescolastica e ai loro genitori, oltre a film e a programmi di intrattenimento, notizie dal mondo, spettacoli e concerti. Trasmette via cavo nella regione di Čuj ed è presente nel pacchetto delle trasmissioni digitali Kyrgyztelecom nelle regioni di Oš e Žalalabad. Da gennaio 2014 trasmette anche nella regione di Batken.
- KTRK Sport, canale tematico specializzato nello sport; le competizioni sportive occupano più del 50% del palinsesto (nazionali e internazionali, incluse le Olimpiadi e i Giochi asiatici, campionati del mondo e europei di calcio, atletica, hockey e altri sport).
- Muzika, canale tematico di musica; la sua copertura raggiunge il 98% della popolazione kirghisa. Trasmette anche via satellite e via cavo.

### Radio
- Birinchi Radio, stazione radiofonica generalista in FM, in onde ultracorte e in modalità real audio su internet; attiva 24 ore su 24, dedica particolare attenzione all'informazione relativa a politica, economia, cultura e sport. È una delle principali e più vecchie radio del Paese. Ha il segnale radio con la maggiore potenza; raggiunge tutte le regioni del Kirghizistan e aree dei Paesi confinanti via terrestre oltre ad essere disponibile via satellite, per un totale di oltre 6 milioni di ascoltatori potenziali.
- Kyrgyz Radiosu, stazione radiofonica dedicata alla cultura e ai programmi didattici. Manda in onda programmi di letteratura, teatro, religione, programmi d'archivio dal "Golden Fund", musica classica e folk. Si rivolge a un pubblico tra i 30 e i 70 anni, alla ricerca della conoscenza della cultura kirghisa e del suo sviluppo.
- Dostuk, web radio disponibile sul sito www.ktrk.kg; offre programmi di musica, letteratura, cinema e teatro. Trasmette 9 ore al giorno in kirghiso, russo, polacco, ucraino, dungano, uiguro, tataro, uzbeko e turco.
- Min Kiyal FM, stazione di musica e intrattenimento specializzata in musica moderna per adulti. Solo hit della Kyrgyz estrade, folklore, pop e altri programmi culturali.
- Baldar FM, unica stazione radiofonica in Kirghizistan dedicata ai bambini e agli adolescenti sotto i 16 anni. Offre programmi didattici. Trasmette il fine settimana sulle frequenze di Birinchi Radio.

## Ricezione

### Satellite[4]
| Satellite          | Eutelsat 70B | Azerspace 1 |
| Posizione orbitale | 70.5° Est | 46.0° Est |
| Bouquet            | / | / |
| Canali             | Uluttuk First Channel Muzika Madaniyat Balastan KTRK Sport Ala-Too 24 Birinci Radio Kyrgyz Radiosu Min Kyal FM Dostuk Baldar FM | Uluttuk First Channel Muzika Madaniyat Balastan KTRK Sport Ala-Too 24 Birinci Radio Kyrgyz Radiosu Min Kyal FM Dostuk Baldar FM |
| Frequenza          | 11097 MHz | 11104 MHz |
| Polarizzazione     | Orizzontale | Verticale |
| SR                 | 23627 | 13000 |
| FEC                | 4/5 | 3/4 |
| Modulazione        | QPSK | 8PSK |

### Digitale terrestre
I canali di KTRK sono diffusi su digitale terrestre in standard DVB-T.